# Menneus trinodosus
Menneus trinodosus is een spinnensoort in de taxonomische indeling van de Deinopidae.
Het dier behoort tot het geslacht Menneus. De wetenschappelijke naam van de soort werd voor het eerst geldig gepubliceerd in 1920 door William Joseph Rainbow.

## Synoniemen
- Avella trinodosa Lehtinen, 1967
- Deinopis insularis Rainbow, 1920
- Avella insularis Lehtinen, 1967

## Voorkomen
De soort komt voor in delen van Australië.